# Disney Aquino
Disney Aquino (27 dicembre 1977) è un ex calciatore cubano, di ruolo centrocampista.

## Carriera

### Club
Ha sempre giocato nel campionato cubano.

### Nazionale
Ha esordito in Nazionale nel 2004.